# Björn Haugan
Björn Haugan, född 5 september 1942 i Edsbyn i Ovanåkers församling i Gävleborgs län, död 8 januari 2009 i S:t Johannes församling i Stockholm, var en norsk-svensk operasångare (lyrisk tenor).

## Biografi
Haugan föddes på Söderhamns BB. Hans föräldrar var den norska soldaten Arne Haugan, förutvarande polis och sedermera general, och hans svenska hustru Anna Gunhild, ogift Widell. Efter studier i Oslo kom han vid mitten av 1960-talet tillbaka till moderns hemland och studerade för Margareta och Arne Sunnegårdh vid Musikhögskolan i Stockholm, där han avlade examen som musiklärare och sångpedagog. Han studerade också för Ettore Campogalliani i Italien.
Han debuterade som hertigen i Rigoletto på operan i Oslo 1971. Till övriga roller hörde Andres i Wozzeck, don Ottavio i Don Giovanni, Pinkerton i Madama Butterfly, auktionisten i Rucklarens väg, doktor Cajus i Falstaff, Beadle i Sweeny Todd, Idomeneo, Bacchus i Ariadne på Naxos. Han framträdde på Folkoperan, Norrlandsoperan, Värmlandsoperan och Stora teatern i Göteborg.
Haugan sjöng också i sånggruppen Vans Bro's, tillsammans med Per Arne Sjöström, tenor Erik Westling, baryton och Björn Löwgren, bas.
Han förblev norsk medborgare livet ut, trots att han var skriven i Sverige i över 40 år. Han var ogift.

## Diskografi (urval)
- Chefstekniker 1 i Karl-Birger Blomdahls opera Aniara. Radiosymfonikerna. Dir. Stig Westerberg. Caprice CAP 2016. (2 LP). Svensk mediedatabas.

## Filmografi (urval)
- 1983 – Två killar och en tjej